# Кесарев, Владимир Петрович
Влади́мир Петро́вич Ке́сарев (26 февраля 1930, Москва — 19 января 2015, Москва) — советский футболист, защитник. Мастер спорта СССР (1957). Заслуженный мастер спорта СССР (1960).

## Биография
В большой футбол пришёл в 25 лет. До этого он был водителем самосвала.
Воспитанник юношеской команды московского завода «Машиностроитель». Первыми тренерами были И. В. Бизюков и В. П. Смирнов. Заслуженный мастер спорта СССР (1960).
Начинал нападающим, позже переквалифицировался в защитники. Играл за завод «Борец», с 1950 года — за любительскую команду «Динамо». Затем девять сезонов отыграл за основную команду московского «Динамо» (1956—1965).
За сборную СССР сыграл 14 матчей. Первый матч за сборную провёл 22 сентября 1957 года против Венгрии, в котором сборная СССР победила со счётом 2:1. Последний матч провёл 22 мая 1963 года против Швеции, в котором сборная СССР уступила со счётом 0:1.
На первом Кубке Европы он не участвовал из-за приступа аппендицита, хотя в составе числился.
Завершил карьеру в 35 лет. С 1992 года работал в Фонде Льва Ивановича Яшина при Всероссийском физкультурно-спортивном обществе «Динамо».
Умер 19 января 2015 года. Похоронен на Троекуровском кладбище.

## Достижения
- Чемпион СССР 1957, 1959 и 1963 года.
- Обладатель Кубка Европы 1960 года.
- Участник чемпионата мира 1958 года.

## Тренерская карьера
- Тренер детских и юношеских команд СДЮШОР «Динамо» Москва (1967—1980).
- Главный тренер команды «Динамо» Вологда (1981—1984).
- Главный тренер команды «Динамо» Кашира (1985).
- Главный тренер команды «Динамо» Махачкала (1986).
- Главный тренер команды «Динамо» Якутск (1990—1991).
- Тренер юношеской сборной Москвы (1976).
- Старший тренер юношеской сборной Центрального совета «Динамо» (1978).

## Киновоплощения
- В российском художественном фильме «Лев Яшин. Вратарь моей мечты» (2019 г.) роль Владимира Кесарева сыграл Данила Тезов.